# Pachnobia acraea
Pachnobia acraea är en fjärilsart som beskrevs av Benjamin 1934. Pachnobia acraea ingår i släktet Pachnobia och familjen nattflyn. Inga underarter finns listade i Catalogue of Life.